# Sijónské náměstí
Sijónské náměstí (hebrejsky כיכר ציון‎, kikar Cijon) je veřejné prostranství v Jeruzalémě, nacházející se na východním konci pěší zóny v Ben Jehudově ulici. Tu spojuje s Jaffskou ulicí a čtvrtí Nachalat Šiv'a. Náměstí bylo navrženo a postaveno Brity během britského mandátu v Palestině v rámci širšího urbanistického plánu v podobě kruhového objezdu. Název získalo podle oblíbeného kina „Zion“, které v těchto místech existovalo již od roku 1912. Kino bylo zbouráno roku 1972 a na jeho místě dnes stojí budova Bank ha-poalim, jedna ze stavebních dominant náměstí.
Od roku 2011 po jeho okraji prochází rychlodrážní tramvajová linka v Jaffské ulici.

## Teroristické útoky
Místo bylo v minulosti dějištěm několika teroristických útoků, z nichž nejkrvavější se odehrál 4. července 1975. Při bombovém útoku Organizace pro osvobození Palestiny (OOP) zahynulo 13 lidí a dalších 60 bylo zraněno.

## Demonstrace
Navzdory tomu, že náměstí není nikterak velké, bylo místem celé řady demonstrací, převážně organizovaných pravicovými kruhy.
Počátkem ledna 1952 tu tehdejší opoziční vůdce Menachem Begin zorganizoval masovou demonstraci proti projednávaným válečným reparacím, které mělo Izraeli poskytnout Západní Německo jakožto finanční pomoc při usidlování statisíců přeživších holokaust. Zúčastnilo se jí na 15 tisíc lidí, kteří se poté, rozníceni Beginovým projevem, vydali k budově Knesetu (tehdy sídlil v ulici Krále Jiřího), na kterou zaútočili i přes tamní policejní ostrahu. Situaci zklidnila po několika hodinách až přivolaná armáda za použití vodních děl a slzného plynu.
V roce 1971 se na náměstí uskutečnila řada sociálních nepokojů vedených izraelskými Černými pantery.
V roce 1995 uskutečnily pravicové strany na náměstí demonstrace proti mírovým dohodám z Osla a v roce 2004 zde demonstrovalo na 40 tisíc Izraelců proti plánu na jednostranné izraelské stažení z Pásma Gazy.